# بلاستيدة شاحبة

الأنواع المختلفة للصانعات.

الصانعات الشاحبة هي صانعات خضراء لم تتعرض للضوء، وتُوجد عادةً في النباتات المزهرة (كاسيّات البذور) المزروعة في الظلام. إذا وضع النبات بعيدًا عن الضوء لعدة أيامٍ، فإن الصانعات الخضراء الطبيعية ستتحول فعليًا إلى صانعاتٍ شاحبة، حيث تفتقر إلى الصبغة النشطة، ويمكن اعتبارها صانعات بيضاء. تؤدي التراكيز العالية من هذه الصانعات إلى ظهور الأوراق باللون الأصفر بدلاً من الأخضر.
تحتوي هذه العضيات النباتية على أجسام صفيحية أولية، وهي تجمعاتٌ غشائيةٌ لشبكات شبه بلورية من الأنابيب المتفرعة التي تحمل الصبغة الأولية لليخضور. غالبًا ما تكون الأجسام البرولية (ويفترض دائمًا) مرتبةً في أنماطٍ هندسية.
تتحول إلى صانعاتٍ خضراء عن طريق تحفيز تركيب اليخضور بواسطة هرمون النبات سيتوكينين وذلك بعد التعرض للضوء مباشرةً. ينشأ الثايلاكويد والجرانة من الأجسام الصفيحية الأولية خلال هذه العملية.

## التسمية
صانعة شاحبة (بالإنجليزية: Etioplast)‏، حيث تتكون الكلمة الإنجليزية من مقطعين:
- بادئة (Etio) وتعني شاحبة أو شحوب، فمثلًا  شحوب لون النبات [الإنجليزية] (بالإنجليزية: etiolation)‏.
- لاحقة (plast) وتعني صانعة.

يُطلق عليها أيضًا اسم بلاستيدة شاحبة. كما تسمى صانعة قَصَرَةُ أو بلاستيدة قَصَرَةُ، حيث أنَّ القَصَرَة هي «قِشْرَةُ الحنطة إِذا يبست» أو «ما يبقى في المُنْخُل بعد الانتخال»، ويكون لونها شاحبًا، أو قد يُقصد بها «قَصَرَ اللون: أَزالَهُ أَو خفَّفَهُ».